# Leucospis ornata
Leucospis ornata är en stekelart som beskrevs av John Obadiah Westwood 1839. Leucospis ornata ingår i släktet Leucospis och familjen Leucospidae. Inga underarter finns listade i Catalogue of Life.